# Indian River (Michigan)
Indian River is een plaats (census-designated place) in de Amerikaanse staat Michigan, en valt bestuurlijk gezien onder Cheboygan County.

## Demografie
Bij de volkstelling in 2000 werd het aantal inwoners vastgesteld op 2008.

## Geografie
Volgens het United States Census Bureau beslaat de plaats een oppervlakte van
52,7 km², waarvan 33,3 km² land en 19,4 km² water.

## Plaatsen in de nabije omgeving
De onderstaande figuur toont nabijgelegen plaatsen in een straal van 28 km rond Indian River.